# Élections législatives de 1978 dans l'Aude
Les élections législatives françaises de 1978 se déroulent les 12 et 19 mars 1978. Dans le département de l'Aude, trois députés sont à élire dans le cadre de trois circonscriptions.

## Élus
| Circonscription | Député sortant                          | Parti | Parti | Député élu ou réélu | Parti | Parti |
| --------------- | --------------------------------------- | ----- | ----- | ------------------- | ----- | ----- |
| 1re             | Antoine Gayraud                         |       | PS    | Joseph Vidal        |       | PS    |
| 2e              | Jean Antagnac suppléant de Francis Vals |       | PS    | Pierre Guidoni      |       | PS    |
| 3e              | Robert Capdeville                       |       | PS    | Jacques Cambolive   |       | PS    |

## Résultats

### Résultats à l'échelle du département
| Parti                 | Parti                              | Premier tour | Premier tour | Second tour | Second tour | Sièges |
| Parti                 | Parti                              | Voix         | %            | Voix        | %           | Sièges |
| --------------------- | ---------------------------------- | ------------ | ------------ | ----------- | ----------- | ------ |
|                       | Parti socialiste                   | 53 112       | 31,74        | 103 962     | 70,40       | 3      |
|                       | Parti communiste français          | 43 456       | 25,97        | Retrait     | Retrait     | 0      |
|                       | Mouvement des radicaux de gauche   | 3 252        | 1,94         |             |             | 0      |
|                       | Union de la gauche                 | 99 820       | 59,65        | 103 962     | 70,40       | 3      |
|                       |                                    |              |              |             |             |        |
|                       | Rassemblement pour la République   | 38 205       | 22,83        | 43 707      | 29,60       | 0      |
|                       | Union pour la démocratie française | 19 255       | 11,51        |             |             | 0      |
|                       | Divers droite                      | 1 881        | 1,12         | 0           |             |        |
|                       | Majorité présidentielle            | 59 341       | 35,46        | 43 707      | 29,60       | 0      |
|                       |                                    |              |              |             |             |        |
|                       | Divers gauche                      | 4 861        | 2,90         |             |             | 0      |
|                       | Extrême gauche dont LO et LCR      | 3 329        | 1,99         | 0           |             |        |
|                       |                                    |              |              |             |             |        |
| Inscrits              | Inscrits                           | 200 913      | 100,00       | 200 855     | 100,00      | 3      |
| Abstentions           | Abstentions                        | 29 598       | 14,73        | 32 771      | 16,32       |        |
| Votants               | Votants                            | 171 315      | 85,27        | 168 084     | 83,68       |        |
| Blancs et nuls        | Blancs et nuls                     | 3 964        | 2,31         | 20 405      | 12,14       |        |
| Exprimés              | Exprimés                           | 167 351      | 97,69        | 147 679     | 87,86       |        |
| Source : Data.gouv.fr |                                    |              |              |             |             |        |

### Résultats par circonscription

#### Première circonscription (Carcassonne)
| Candidat       | Candidat         | Parti          | Premier tour | Premier tour | Second tour | Second tour |  |
| Candidat       | Candidat         | Parti          | Voix         | %            | Voix        | %           |  |
| -------------- | ---------------- | -------------- | ------------ | ------------ | ----------- | ----------- |  |
|                | Joseph Vidal élu | PS             | 17 662       | 31,77        | 34 334      | 61,05       |  |
|                | Maurice Martin   | PCF            | 16 500       | 29,68        | Retrait     | Retrait     |  |
|                | Raymond Chesa    | RPR            | 13 413       | 24,13        | 21 910      | 38,95       |  |
|                | Nicole Bertrou   | UDF            | 6 057        | 10,9         |             |             |  |
|                | Yolande Lamarain | LCR            | 718          | 1,29         |             |             |  |
|                | Francis Beuchard | PSD            | 662          | 1,19         |             |             |  |
|                | Patrick Rampioni | LO             | 582          | 1,05         |             |             |  |
|                |                  |                |              |              |             |             |  |
| Inscrits       | Inscrits         | Inscrits       | 67 650       | 100,00       | 67 639      | 100,00      |  |
| Abstentions    | Abstentions      | Abstentions    | 10 712       | 15,83        | 9 818       | 14,52       |  |
| Votants        | Votants          | Votants        | 56 938       | 84,17        | 57 821      | 85,48       |  |
| Blancs et nuls | Blancs et nuls   | Blancs et nuls | 1 344        | 2,36         | 1 567       | 2,71        |  |
| Exprimés       | Exprimés         | Exprimés       | 55 594       | 97,64        | 56 254      | 97,29       |  |

#### Deuxième circonscription (Narbonne)
| Candidat       | Candidat                 | Parti          | Premier tour | Premier tour | Second tour | Second tour |  |
| Candidat       | Candidat                 | Parti          | Voix         | %            | Voix        | %           |  |
| -------------- | ------------------------ | -------------- | ------------ | ------------ | ----------- | ----------- |  |
|                | Pierre Guidoni élu       | PS             | 18 625       | 30           | 40 445      | 100,00      |  |
|                | Jacques Slacik           | PCF            | 17 499       | 28,18        | Retrait     | Retrait     |  |
|                | Lionel Itart-Longueville | UDF            | 9 051        | 14,58        |             |             |  |
|                | Jean Halleur             | RPR            | 8 751        | 14,09        |             |             |  |
|                | Jean Antagnac sortant    | diss. PS       | 4 861        | 7,83         |             |             |  |
|                | Janette Brutelle-Duba    | PSD            | 1 219        | 1,96         |             |             |  |
|                | Gérard Caral-Villa       | MRG            | 952          | 1,53         |             |             |  |
|                | Martine Brunel-Nicol     | LCR            | 573          | 0,92         |             |             |  |
|                | Michel Laserge           | LO             | 558          | 0,9          |             |             |  |
|                |                          |                |              |              |             |             |  |
| Inscrits       | Inscrits                 | Inscrits       | 74 458       | 100,00       | 74 445      | 100,00      |  |
| Abstentions    | Abstentions              | Abstentions    | 10 857       | 14,58        | 16 328      | 21,93       |  |
| Votants        | Votants                  | Votants        | 63 601       | 85,42        | 58 117      | 78,07       |  |
| Blancs et nuls | Blancs et nuls           | Blancs et nuls | 1 512        | 2,38         | 17 672      | 30,41       |  |
| Exprimés       | Exprimés                 | Exprimés       | 62 089       | 97,62        | 40 445      | 69,59       |  |

#### Troisième circonscription (Castelnaudary - Limoux)
| Candidat       | Candidat              | Parti          | Premier tour | Premier tour | Second tour | Second tour |  |
| Candidat       | Candidat              | Parti          | Voix         | %            | Voix        | %           |  |
| -------------- | --------------------- | -------------- | ------------ | ------------ | ----------- | ----------- |  |
|                | Jacques Cambolive élu | PS             | 16 825       | 33,87        | 29 183      | 57,24       |  |
|                | Jean-Pierre Cassabel  | RPR            | 16 041       | 32,3         | 21 797      | 42,76       |  |
|                | Marie-Jeanne Rivera   | PCF            | 9 457        | 19,04        | Retrait     | Retrait     |  |
|                | Bernard Ibal          | UDF (PR)       | 4 147        | 8,35         |             |             |  |
|                | Alain Monod           | MRG            | 2 300        | 4,63         |             |             |  |
|                | Nelly Actif           | LO             | 898          | 1,81         |             |             |  |
|                |                       |                |              |              |             |             |  |
| Inscrits       | Inscrits              | Inscrits       | 58 805       | 100,00       | 58 771      | 100,00      |  |
| Abstentions    | Abstentions           | Abstentions    | 8 029        | 13,65        | 6 625       | 11,27       |  |
| Votants        | Votants               | Votants        | 50 776       | 86,35        | 52 146      | 88,73       |  |
| Blancs et nuls | Blancs et nuls        | Blancs et nuls | 1 108        | 2,18         | 1 166       | 2,24        |  |
| Exprimés       | Exprimés              | Exprimés       | 49 668       | 97,82        | 50 980      | 97,76       |  |